# Pristomyrmex largus
Pristomyrmex largus é uma espécie de formiga do gênero Pristomyrmex, pertencente à subfamília Myrmicinae.